# Каррантуїлл
Каррантуїлл (ірл. Corrán Tuathail) — найвища вершина гір Макґіллікаддіс Рікс та всього острова Ірландія. Розташована на території графства Керрі в Ірландії. Абсолютна висота над рівнем моря — 1038 м. На вершині гори встановлено 5-метровий металевий хрест.
Каррантуїлл є популярною вершиною в туристичних маршрутах трекінгу.